# Richard Twiss
Richard Twiss (Rotterdam, 1747 - Londres, 1821), est un voyageur, écrivain et hispaniste anglais.

## Biographie
Fils d'un commerçant anglais résident en Hollande, ce dernier lui laisse une fortune suffisante pour pouvoir passer sa vie à voyager et à écrire ses expériences. Sa première sortie sur le continent l'amène aux Pays-Bas, en Belgique, en France, en Suisse, en Italie, en Allemagne et en Bohême. Il rentre en Angleterre en 1770.
Sa première œuvre fut une collection d'anecdotes publiées anonymement sur le jeu d'échecs en deux volumes Chess : a compilation of anecdotes relative to the game, Londres, 1787 et 1789.
Sa curiosité l'amena ensuite en Espagne et au Portugal, pays qu'il imaginait en retard sur les autres du point de vue des arts et de la littérature. En 1772, il parcourut la Péninsule, voyage qu'il répéta l'année suivante où il écrivit Travels through Portugal and Spain in 1772 and 1773 (Londres, 1775; traduction moderne en espagnol) l’œuvre lui vaut les éloges du docteur Samuel Johnson et fut réimprimée la même année à Dublin, traduite en allemand et en français l'année suivante.
Elle contient curieusement deux appendices qui résument l'un l'histoire d'Espagne, et l'autre la littérature espagnole, dans laquelle il se montre spécialement intéressé par la poésie lyrique. 
Il fit par la suite d'autres voyages et publia Tour in Ireland in 1775 (1776) et A trip to Paris in July and August 1792 (Londres, 1793) où il décrivit la révolution française. D'esprit scientifique il parvint à être membre de la Royal Society et dédia une partie de sa fortune à essayer, sans succès à obtenir du papier à partir de la paille, efforts qui le ruinèrent presque.
En 1805 il publia à Londres Miscellanies, en deux volumes.

## œuvre
- Chess; a compilation of anecdotes relative to the game. London: J. Robinson and T. & J. Egerton, 1787-1789, 2 vols., publicado anónimo.
- Travels through Portugal and Spain in 1772 and 1773 (Londres, 1775; hay traducción moderna al español: Madrid: Cátedra, 1999).
- Tour in Ireland in 1775 (1776).
- A trip to Paris in July and August 1792 (Londres, 1793).
- Execution of the King of France now exhibiting at no. 28, Hay-market. La guillotine; or the beheading machine, from Paris, by which the late King of France suffered. And an exact representation of the execution (Londres, 1793).
- Miscellanies (Londres: Egerton, 1805, 2 vols.). Incluye un suplemento a Chess: A Compilation of all the Anecdotes and Quotations that could be found relative to the game of Chess; with an account of all Chess-books that could be procured.